# Kasteel van Llívia
Het Kasteel van Llívia (Catalaans: Castell de Llívia) is een kasteelruïne nabij de stad Llívia.

## Geschiedenis
Het kasteel is strategisch gelegen op een heuvel die uitzicht biedt over een groot deel van Cerdanyavallei. De eerste vermelding van verdedigingswerken bovenop de heuvel stamt uit de periode van de Visigoten. In de 8e eeuw zouden de fortificaties kort in handen zijn geweest van de Moren. De oudste nog bestaande delen van het kasteel zijn de fundaties van twee halfronde torens stammende uit de 11e tot 12e eeuw aan de noordkant.
Eind 13e eeuw heeft er een flinke uitbreiding van het kasteel plaatsgevonden. De overgebleven resten van het kasteel stammen voornamelijk uit de periode van deze uitbreiding. Qua bouw en kenmerken is het een vrij typisch kasteel uit de 13e eeuw. Het bouwwerk heeft een vrij symmetrische vierkante vorm met ronde hoektorens, een omringende slotgracht en een grote binnenplaats. De symmetrie wordt licht doorbroken door de donjon in de noordoostelijke hoek die door middel van een gracht afgescheiden ligt ten aanzien van de rest van het kasteel.
In de 15e eeuw kwam het kasteel aan het einde van de Catalaanse Burgeroorlog in handen van Frankrijk. De lokale gouverneur van het kasteel (de zogeheten Castla), Damià Descatllar, kwam echter in opstand tegen de Franse overheersing. In het jaar 1478 begon daarom een beleg van het kasteel door Franse troepen die veertien maanden zou duren. Na de inname van het kasteel werd op bevel van de Franse koning Louis XI het kasteel vrijwel met de grond gelijk gemaakt. Het kasteel werd haastig gesloopt waarbij de bezettende Franse troepen de grachten dempten met de muren van het kasteel, maar ook met de grote hoeveelheid munitie die er opgeslagen lag. 
Aan het begin van de 16e eeuw was er nog een korte poging om het kasteel te herbouwen, maar zonder succes.
In 1994 begon een uitgebreid restauratieproject in combinatie met archeologische opgravingen. Deze werkzaamheden duurden maar liefst 19 jaar. Bij deze restauratie zijn de restanten van de muren iets opgehoogd om zo beter zicht te verschaffen over de vallei. Bezoekers worden op deze manier bewuster gemaakt van de strategische waarde van het kasteel dat de lager liggende omgeving domineerde. 

## Galerij

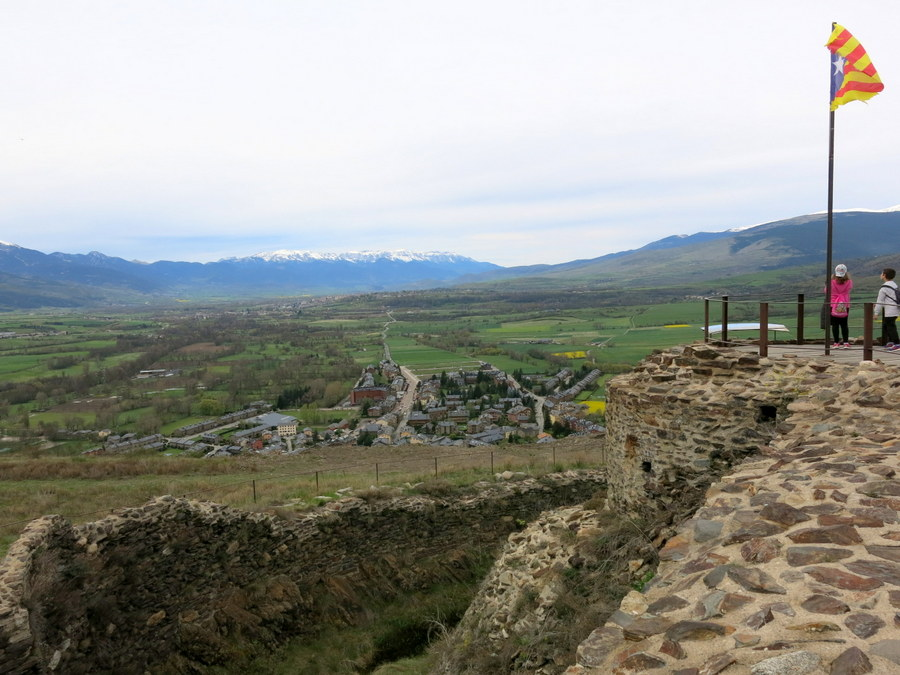
Uitzicht vanaf de ruïne
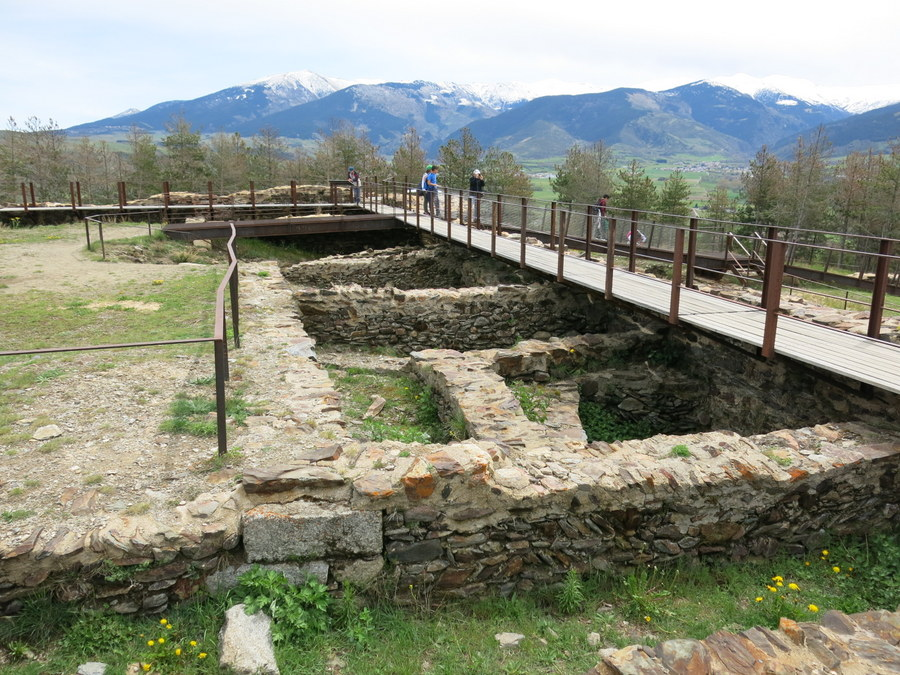
Resten rondom de oorspronkelijke toegangspoort van het kasteel
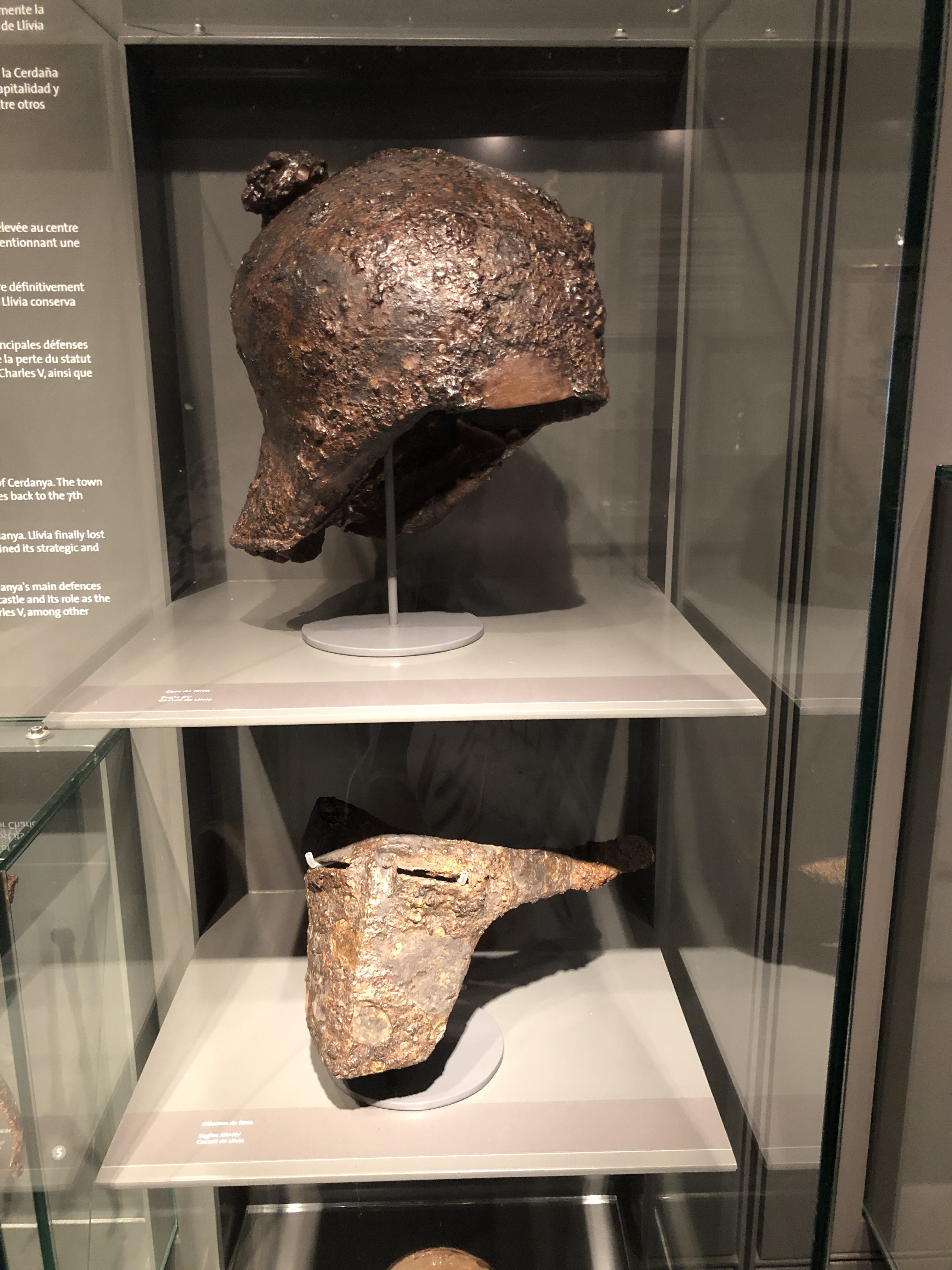
Bodemvondsten uit het kasteel in het gemeentelijke museum van Llívia